# ألكسيس ستيوارت
ألكسيس ستيوارت (بالإنجليزية: Alexis Stewart)‏ هي مقدمة برامج إذاعية وصحفية ومقدمة تلفزيونية أمريكية، ولدت في 27 سبتمبر 1965 في نيويورك في الولايات المتحدة.

## وصلات خارجية
- ألكسيس ستيوارت على موقع IMDb (الإنجليزية)
- ألكسيس ستيوارت على موقع إن إن دي بي (الإنجليزية)
- ألكسيس ستيوارت على موقع قاعدة بيانات الفيلم (الإنجليزية)